# Manilva
Manilva település Spanyolországban, Málaga tartományban. Manilva San Roque, Jimena de la Frontera és Casares községekkel határos. Lakosainak száma 18 099 fő (2024).

## Népesség
A település népessége az elmúlt években az alábbi módon változott:
| Lakosok száma | 5986 | 8245 | 12 249 | 13 813 | 14 391 | 14 451 | 14 589 | 15 528 | 17 157 | 18 099 |
|               | 2001 | 2004 | 2007   | 2009   | 2012   | 2014   | 2017   | 2019   | 2022   | 2024   |